# Acalypha pilosa
Acalypha pilosa là một loài thực vật có hoa trong họ Đại kích. Loài này được Cav. mô tả khoa học đầu tiên năm 1800.